# Admetella brevis
Admetella brevis är en ringmaskart som beskrevs av Levenstein 1978. Admetella brevis ingår i släktet Admetella och familjen Polynoidae. Inga underarter finns listade i Catalogue of Life.